# إيرين ألدانا
إيرين ألدانا (بالإسبانية: Irene Aldana) هي فنانة الدفاع عن النفس مكسيكية، ولدت في 26 مارس 1988 في كولياكان في المكسيك.

## وصلات خارجية
- إيرين ألدانا على موقع يو إف سي (الإنجليزية)
- إيرين ألدانا على موقع شيردوغ (الإنجليزية)
- إيرين ألدانا على موقع Tapology.com (الإنجليزية)
- إيرين ألدانا على موقع فايت ماتريكس (الإنجليزية)
- إيرين ألدانا على موقع IMDb (الإنجليزية)